# خط طول 144° غرب
خط طول 144° غرب هو أحد خطوط الطول الجغرافية، والتي تمتد من القطب الشمالي الجغرافي إلى القطب الجنوبي الجغرافي، وحسب التحويل الزمني يتأخر خط طول 144° غرب عن خط غرينتش بـ9 ساعات و36 دقيقة.

## من القطب إلى القطب
ينطلق خط طول 144° غرب من القطب الشمالي نحو القطب الجنوبي مرورا بالمناطق التي ترد في الجدول التالي:
| الإحداثيات                           | البلد أو الإقليم أو البحر | ملاحظات |
| ------------------------------------ | ------------------------- | --- |
| 90°0′N 144°0′W / 90.000°N 144.000°W  | المحيط المتجمد الشمالي    | |
| 73°13′N 144°0′W / 73.217°N 144.000°W | بحر بيوفورت               | |
| 70°6′N 144°0′W / 70.100°N 144.000°W  | الولايات المتحدة          | ألاسكا — Arey Island و the mainland |
| 60°1′N 144°0′W / 60.017°N 144.000°W  | المحيط الهادئ             | مرورا بغرب Makemo atoll, تاهيتي (في 16°30′S 143°59′W / 16.500°S 143.983°W) · مرورا بشرق Hiti atoll, تاهيتي (في 16°44′S 144°3′W / 16.733°S 144.050°W) |
| 60°0′S 144°0′W / 60.000°S 144.000°W  | المحيط الجنوبي            | |
| 75°31′S 144°0′W / 75.517°S 144.000°W | القارة القطبية الجنوبية   | المطالب الإقليمية بالقارة القطبية الجنوبية |